# Кляйн-Упаль
Кляйн-Упаль (нім. Klein Upahl) — громада в Німеччині, розташована в землі Мекленбург-Передня Померанія. Входить до складу району Росток. Складова частина об'єднання громад Рібніц-Дамгартен.
Площа — 7,91 км2. Населення становить 235 ос. (станом на 31 грудня 2020).